# 食材
食材是指烹调料理使用的食物材料，许多食材来源于植物和动物。普遍认为食材应该保持新鲜使用，如果长时间放置在室温储存，大多数食材都会变质。因此，古代人类已经设法延长食材的保质期，比如使用腌制、干燥、烟熏和发酵等加工方法；后来，随着冰箱的出现，食材可以更加轻易地长期保存并且保持新鲜。

## 基本食材
植物
- 谷物、粉
- 蔬菜、野菜
- 水果
- 香草
- 植物油
- 海藻
- 药味（日语：薬味）

動物
- 鱼贝类（日语：魚介類）
- 肉类
- 卵
- 乳
- 骨、软骨
- 動物油（豬油、牛脂等）

其他
- 调味料
- 香料
- 香辛料
- 加药（日语：加薬）
- 乾貨
- 食品添加剂